# Campeonato Panamericano de Tenis de Mesa
El Campeonato Panamericano de Tenis de Mesa es una competición de tenis de mesa organizada por la Unión Latinoamericana de Tenis de Mesa (LATTU) y la Unión Norteamericana de Tenis de Mesa (NATTU), que comenzó a disputarse en 2017.

## Ediciones
| Núm | Año  | Sede                | País     |
| --- | ---- | ------------------- | -------- |
| I   | 2017 | Cartagena de Indias | Colombia |
| II  | 2018 | Santiago de Chile   | Chile    |
| III | 2019 | Asunción            | Paraguay |
| IV  | 2021 | Lima                | Perú     |
| V   | 2022 | Santiago de Chile   | Chile    |

## Historial
| Año  | Ciudad              | Equipo  | Equipo         | Individuales   | Individuales | Dobles                        | Dobles                    | Dobles                      |
| ---- | ------------------- | ------- | -------------- | -------------- | ------------ | ----------------------------- | ------------------------- | --------------------------- |
| Año  | Ciudad              | Hombres | Mujeres        | Hombres        | Mujeres      | Hombres                       | Mujeres                   | Mixto                       |
| 2017 | Cartagena de Indias | Brasil  | Brasil         | Hugo Calderano | Adriana Díaz | Vitor Ishiy Eric Jouti        | Alicia Côté Zhang Mo      | Vitor Ishiy Bruna Takahashi |
| 2018 | Santiago de Chile   | Brasil  | Brasil         | Kanak Jha      | Adriana Díaz | Vitor Ishiy Eric Jouti        | Alicia Côté Zhang Mo      | Brian Afanador Adriana Díaz |
| 2019 | Asunción            | Brasil  | Estados Unidos | Vitor Ishiy    | Lily Zhang   | Gastón Alto Horacio Cifuentes | Jennifer Wu Lily Zhang    | Kai Zhang Lily Zhang        |
| 2021 | Lima                | Brasil  | Brasil         | Hugo Calderano | Adriana Díaz | Gastón Alto Horacio Cifuentes | Adriana Díaz Melanie Díaz | Vitor Ishiy Bruna Takahashi |
| 2022 | Santiago de Chile   | Brasil  | Brasil         | Hugo Calderano | Adriana Díaz | Gastón Alto Horacio Cifuentes | Amy Wang Rachel Sung      | Vitor Ishiy Bruna Takahashi |

## Medallero
| Núm. | País           | Oro | Plata | Bronce | Total |
| ---- | -------------- | --- | ----- | ------ | ----- |
| 1    | Brasil         | 18  | 7     | 12     | 37    |
| 2    | Estados Unidos | 6   | 13    | 10     | 29    |
| 3    | Puerto Rico    | 6   | 1     | 9      | 16    |
| 4    | Argentina      | 3   | 4     | 11     | 18    |
| 5    | Canadá         | 2   | 3     | 7      | 12    |
| 6    | Chile          | 0   | 5     | 6      | 11    |
| 7    | Paraguay       | 0   | 1     | 5      | 6     |
| 8    | Cuba           | 0   | 1     | 3      | 4     |
| 9    | México         | 0   | 0     | 3      | 3     |
| 9    | Ecuador        | 0   | 0     | 3      | 3     |
| 11   | Guatemala      | 0   | 0     | 1      | 1     |
|      | TOTAL          | 35  | 35    | 70     | 140   |